# Rosemont–La Petite-Patrie
Rosemont–La Petite-Patrie – jedna z dziewiętnastu dzielnic Montrealu. Zamieszkują ją liczne mniejszości etniczne, znajduje się tu m.in. montrealska Petite Italie.
Rosemont–La Petite-Patrie jest podzielona na 3 poddzielnice:
- La Petite-Patrie
- Rosemont
- Nouveau-Rosemont